# Colonia Ensayo
Colonia Ensayo é uma junta de governo da província de Entre Ríos, na Argentina.